# Amin Seydiyev
Amin Seydiyev (Bakú, 15 de noviembre de 1998) es un futbolista azerí que juega en la demarcación de lateral derecho para el Sabah F. K. de la Liga Premier de Azerbaiyán.

## Selección nacional
Tras jugar con la selección de fútbol sub-17 de Azerbaiyán, la sub-19 y la sub-21, finalmente hizo su debut con la selección absoluta el 13 de octubre de 2020 en un partido de la Liga de las Naciones de la UEFA contra Chipre que finalizó con un resultado de empate a cero.

## Clubes
| Club         | País       | Año       | Partidos | Goles |
| ------------ | ---------- | --------- | -------- | ----- |
| Gabala F. K. | Azerbaiyán | 2019-2020 | 39       | 1     |
| Sabah F. K.  | Azerbaiyán | 2020-     | 156      | 6     |

## Palmarés

### Campeonatos nacionales
| Título             | Club         | País       | Año  |
| ------------------ | ------------ | ---------- | ---- |
| Copa de Azerbaiyán | Gabala F. K. | Azerbaiyán | 2019 |
| Copa de Azerbaiyán | Sabah F. K.  | Azerbaiyán | 2025 |